# Патриотическое движение имени Мориса Бишопа
Патриотическое движение имени Мориса Бишопа (англ. Maurice Bishop Patriotic Movement) — гренадская радикальная левая партия коммунистического толка 1984—2002 годов. Создана сторонниками идей Мориса Бишопа после свержения режима Нового движения ДЖУЭЛ. Серьёзным влиянием не пользовалась. Влилась в партию Народное лейбористское движение.

## Партия-предшественник
С марта 1973 года на Гренаде действовала партия Новое движение ДЖУЭЛ во главе с Морисом Бишопом. Начав с идеологии левого социализма, партия постепенно сдвигалась в коммунистическом направлении. В марте 1979 Новое движение ДЖУЭЛ пришло к власти в результате государственного переворота. Был установлен однопартийный режим по типу «реального социализма».
К осени 1983 года предельно обострились разногласия внутри правящей верхушки. Политические манёвры Бишопа, зондаж нормализации отношений с США, не устраивали радикальную группировку Бернарда Корда—Хадсона Остина. 12 октября 1983 Бишоп был отстранён от партийно-государственного руководства и помещён под арест. Между его сторонниками и противниками начались вооружённые столкновения. 19 октября 1983 Морис Бишоп был убит вместе с его ближайшим окружением.
Кровопролитие создало повод для иностранного вмешательства. 25 октября на Гренаде высадились войска США и «пяти восточнокарибских демократий». Режим был свергнут, Новое движение ДЖУЭЛ прекратило существование.

## Продолжатели гренадского коммунизма
На Гренаде восстановилась многопартийная политическая система. Возможность политической деятельности получили и сторонники идей покойного Бишопа. 28 мая 1984 года они провели учредительное собрание своей новой партии, приуроченное к 40-летию со дня рождения Бишопа.
Партия получила название Патриотическое движение имени Мориса Бишопа (Maurice Bishop Patriotic Movement, MBPM). Возглавили её Кендрик Радикс и Джордж Луисон, бывшие члены правительства Бишопа. В 1979—1983 Радикс занимал посты министра юстиции и министра промышленности, Луисон — министра по делам образования, науки, молодёжи и социальной сферы и министра сельского хозяйства. В октябре 1983 оба поддержали Бишопа, были арестованы по приказу Корда и освобождены американскими войсками.
Программа MBPM в общем и целом повторяла установки Нового движения ДЖУЭЛ — в «бишоповском прочтении». Пропаганда строилась на напоминаниях о социальных достижениях прежнего режима. Идеология выдерживалась в ортодоксально-коммунистическом ключе. В апреле 1992 года — акция была приурочена к 80-летию Ким Ир Сена — MBPM присоединилась к Пхеньянской декларации «Защитим и продвинем вперёд дело социализма» (среди партий, подписавших документ, были Трудовая партия Кореи и ВКПБ Нины Андреевой).
Всё это не встречало поддержки в гренадском обществе. На выборах 1984 года партия получила 5 % голосов, и с тех пор этот показатель неуклонно снижался. К выборам 1999 электорат MBPM сократился до 0,6 %. В парламенте партия представлена не была.

## Слияние с лейбористами
Кендрик Радикс скончался в 2001 году, Джордж Луисон — в 2003. Руководство партии перешло к известному врачу Терренсу Марришоу.
В 2002 году MBPM прекратила самостоятельное существование, присоединившись к Народному лейбористскому движению (PLM). Объединяющей платформой стал популизм. Интересно, что основателем и лидером PLM является Фрэнсис Алексис — убеждённый антикоммунист, организатор эмигрантского Демократического движения Гренады, активно выступавший против режима Бишопа. Между Марришоу и Алексисом завязалась борьба за лидерство.
Терренс Марришоу продолжает пропагандировать правление Новое движения ДЖУЭЛ, выступает за увеличение социальных расходов, против сокращения количества госслужащих.